# Hôtel Gigault de La Salle
L'hôtel Gigault de La Salle (également connu comme hôtel André d'Arbelles ou hôtel Biliotti) est un hôtel particulier situé sur la place des Victoires à Paris, en France.

## Localisation
L'hôtel Gigault de La Salle est situé dans le 2e arrondissement de Paris, au 10 place des Victoires. Il se trouve sur le côté nord-ouest de la place, entre les hôtels Pellé de Montaleau et Cornette.

## Historique
L'hôtel date de la fin du XVIIe siècle.
L'édifice est classé au titre des monuments historiques en 1962.